# Red House Painters (Rollercoaster)
Cet article concerne le deuxième album du groupe. Pour le groupe, voir Red House Painters. Pour leur troisième album, voir Red House Painters (Bridge).
Albums de Red House Painters
Down Colorful Hill
(1992) Red House Painters
(1993)
Red House Painters (aussi connu sous le nom de Rollercoaster pour le distinguer d'un second album éponyme appelé lui Bridge) est le second album des Red House Painters. Il est sorti en 1993 sous le label 4AD. L'instrumentation s'étend d'une folk-pop mélodique avec "Grace Cathedral Park" et "Mistress" à l'austérité de "New Jersey". Le refrain de "Dragonflies" est basée sur un haïku de Chiyo-ni.

## Liste des chansons
1. "Grace Cathedral Park" – 3:52
2. "Down Through" – 2:38
3. "Katy Song" – 8:25
4. "Mistress" – 4:05
5. "Things Mean a Lot" – 3:24
6. "Funhouse" – 9:18
7. "Take Me Out" – 4:48
8. "Rollercoaster" – 4:17
9. "New Jersey" – 3:58
10. "Dragonflies" – 3:58
11. "Mistress" (Piano Version) – 4:33
12. "Mother" – 13:06
13. "Strawberry Hill" – 7:35
14. "Brown Eyes" – 1:48